# 西班牙国家气象局
西班牙国家气象局（AEMET）是西班牙的一所国家机构，主要负责国家的气象和气候观测，并提供天气预报服务。根据186/2008号法令，国家气象局具有公共法人资格，单独实现资产和财政预算，在《国家机构法》规定的范围内享有自治管理权。
西班牙国家气象局是世界气象组织和歐洲中期天氣預報中心等国际组织的成员。

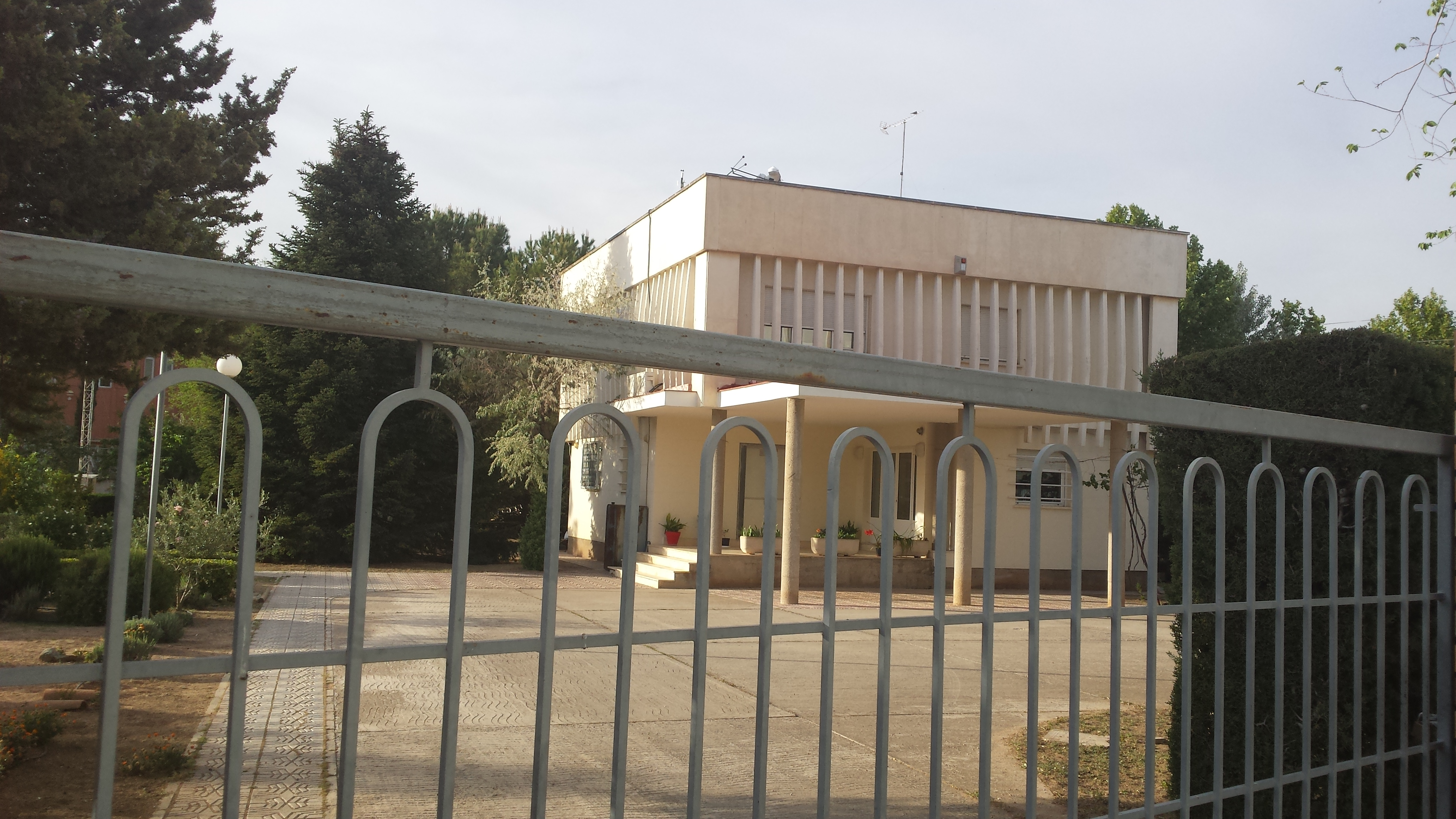
西班牙国家气象局位于阿尔瓦塞特的观测站

## 历史
西班牙国家气象局最早可以追溯到创建于1887年8月18日的中央气象局（西班牙語：Instituto Central Meteorológico），在当天发行的《马德里公报》中有相关的报道。在西班牙第二共和国期间的1933年，它隶属航空总局国防部门。内战结束后的1940年，佛朗哥政权将所有与气象有关的机构归于“国家气象机关”（Servicio Nacional de Meteorología），隶属航空部。1978年，该机构发生了最后一次重组，并更名为国家气象研究所（Instituto Nacional de Meteorología，INM），并归交通运输部管理。
根据2008年2月8日颁布的西班牙皇家法令第186/2008号，INM更名为AEMET。下级总署分局（Subdirección General）包括：
- 系统观测分局
- 预测分局
- 气候与应用分局
- 行政与管理分局

根据皇家法令第186/2008号，国家气象局的创设目的是：“开发、实行和提供属于国家职权范围的气象服务，并对公民进行的其他公共或私人活动给予支持，为公民生活质量和安全提供保障，促进西班牙可持续发展”。

## 设施
西班牙国家气象局拥有庞大的观测网络设施，包括人气象站、无人气象站、无线电探空仪、气象雷达和闪电探测器。